# NGC 5670
NGC 5670 is een lensvormig sterrenstelsel in het sterrenbeeld Wolf. Het hemelobject werd op 1 juli 1834 ontdekt door de Britse astronoom John Herschel.

## Synoniemen
- ESO 272-19
- PGC 52161